# Ереванский кинофестиваль 2005
2-й Ереванский кинофестиваль «Золотой абрикос» 2005 года — прошёл в Ереване — столице Республики Армения с 12 июля по 17 июля.

## История
Кинофестиваль проходил под девизом «Перекресток культур и цивилизаций» с 12 июля по 17 июля в столице Армении Ереване. На 2-м Международном кинофестивале «Золотой абрикос» свои работы представляли кинодеятели из 45 стран мира, из 300 подавших заявки на участие фильмов было отобрано 144 работы, представляющие 37 стран. Было проведено 3 конкурса: игровых фильмов, документальных фильмов, а также конкурс «Армянская панорама», в рамках которого кинематографисты из Армении и диаспоры представили свои игровые, документальные и анимационные фильмы. В разделе «Армянской панорамы» были вручены призы за лучший короткометражный, документальный и анимационный фильмы, а фонд «Ани и Народ» из Лос-Анджелеса (США) предоставила именной (денежный) приз «Марк-Саркис» за лучший фильм
12 июля 2007 года на торжественном открытии кинофестиваля специальные призы за вклад в мировой кинематограф были вручены Никите Михалкову, Кшиштофу Занусси и Аббасу Киаростами
Во время конкурса были организованы ежедневные мастер-классы, джаз-концерты и выставки произведений кинохудожников. В период работы фестиваля состоялся внеконкурсный показ фильмов известных режиссёров в рамках рубрик «Дань уважению», «Арцахская программа» «Ереванские премьеры» и т. д. Закрытие фестиваля «Золотой абрикос 2005» состоялось 17 июля в гостинице «Армения-Марриот», расположенной на площади Республики — центральной площади Еревана.

## Премия имени Параджанова «за вклад в мировой кинематограф»
- Аббас Киаростами (Иран)
- Кшиштоф Занусси (Польша)
- Никита Михалков (Россия)

## Жюри конкурса

### в номинации лучший фильм
- Атом Эгоян — председатель жюри
- Дебора Янг
- Саймон Фильд
- Эдуардо Антин
- Йос Стеллинг

### в номинации лучший документальный фильм
- Рубен Геворгянц — председатель жюри
- Жан-Пьер Рэм
- Питер Винтоник
- Гари Конклин
- Флафия де ла Фуэнте

### в номинации «Армянская панорама»
- Гарегин Закоян — председатель жюри
- Левон Абрамян
- Рафаэль Котанджян
- Жан-Пьер Ншанян
- Давид Мурадян
- Лаура Геворгян
- Шахин Басил

## Победители и лауреаты конкурса

### Лучший фильм
ГРАН ПРИ — ЗОЛОТОЙ АБРИКОС
- «Солнце» — Александр Сокуров (Россия / Италия / Франция)

специальный приз жюри — серебряный абрикос
- «4» — Илья Андреевич Хржановский (Россия)
- Мертвые — Лисандро Алонсо (Аргентина)

специальный диплом жюри
- «Девушки из рая» — Фоу Пинг Ху (Нидерланды)

### Лучший документальный фильм
ГРАН ПРИ — ЗОЛОТОЙ АБРИКОС
- «Три комнаты меланхолии» — Пирио Хонкасало (Финляндия)

специальный приз жюри — серебряный абрикос
- «Ох, человек» — Анжела Рики-Луччи и Ервант Гяникян (en:Yervant Gianikian) (Италия)
- /  «Москатчка» (en:Moskatchka) — Аннет Шутзе и Александр Гребневс (Германия / Латвия)

### Армянская панорама

#### Лучший анимационный фильм
ГРАН ПРИ — ЗОЛОТОЙ АБРИКОС
- «Дорога» — Наира Мурадян (Армения)

специальный диплом жюри
- «Одно прекрасное утро» — Серж Аведикян (Франция)

#### Лучшее документальный фильм
ГРАН ПРИ — ЗОЛОТОЙ АБРИКОС
- «Хаммер и Флейм» — Ваган Пиликян (Великобритания)

специальный диплом жюри
- «Рожденный в огне» — Сурен Тер-Григорян (Армения)
- «Планета Зорьян» — Арно Ерицян (США)

#### Лучший короткометражный фильм
ГРАН ПРИ — ЗОЛОТОЙ АБРИКОС
- приз не был вручен

специальный диплом жюри
- «Один шар» — Арам Хекинян и Аруна Хаймчи (США)

## Другие призы
специальный именной приз «МАРК-САРКИС» за лучший фильм «Армянской панорамы»
- «Под открытым небом» — Арман Ерицян (Армения)

Приз союза армянских кинематографистов за лучшую режиссуру
- «Далеко унесённый» — Джек Кэхил (США)

Приз армянской ассоциации кинокритиков и журналистов кино за лучший игровой фильм
- «Мой папа инженер» — Роберт Гедигян (Франция)
- «В ожидании облаков» — Есим Устаоглу (Турция)

Приз Гранта Матевосяна за лучшую работу в номинации «Армянская панорама»
- «Дорога» — Наира Мурадян (Армения)